# Эрнандес, Хорхе (боксёр)
Хо́рхе Эрна́ндес Падро́н (исп. Jorge Hernández Padrón; 17 ноября 1954, Гавана — 12 декабря 2019) — кубинский боксёр минимальной весовой категории, выступал за сборную Кубы в 1970-е годы. Чемпион летних Олимпийских игр в Монреале, чемпион мира, чемпион Панамериканских игр, победитель многих международных турниров и национальных первенств.

## Биография
Хорхе Эрнандес родился 17 ноября 1954 года в Гаване. Первого серьёзного успеха на ринге добился в 1974 году, когда поучаствовал в зачёте домашнего чемпионата мира и выиграл золотую медаль, победив всех своих соперников в минимальном весе. Год спустя съездил на Панамериканские игры в Мехико, откуда тоже привёз медаль золотого достоинства. Благодаря череде удачных выступлений удостоился права защищать честь страны на летних Олимпийских играх 1976 года в Монреале — в четвертьфинале со счётом 3:2 был побеждён южнокореец Пак Чхан Хи, будущий чемпион мира среди профессионалов, в полуфинале Эрнандес легко прошёл пуэрториканца Орландо Мальдонадо (5:0), тогда как в финале со счётом 4:1 ему проиграл представитель КНДР Ли Бён Ук.
Получив золотую олимпийскую медаль, Эрнандес продолжил выступать на высоком уровне. В 1978 году дрался на чемпионате мира в Белграде, планировал оформить второе чемпионство, но в решающем матче неожиданно уступил Стефену Мучоки из Кении.
В 1979 году Хорхе Эрнандес поднялся в наилегчайшую весовую категорию, однако этот переход не принёс ему больших успехов, в частности, на Панамериканских играх в Сан-Хуане он выбыл из борьбы за медали уже во втором своём матче на турнире. Оставаясь лидером сборной в категории до 51 кг, в 1980 году ездил соревноваться на Олимпийские игры в Москву, и тоже неудачно — в стартовом матче встретился с советским боксёром Виктором Мирошниченко и проиграл ему со счётом 1:4. Вскоре после этих соревнований Эрнандес принял решение завершить карьеру спортсмена.